# Pudino (obwód tomski)
Pudino (ros. Пудино) – wieś (sieło) w Rosji, w obwodzie tomskim, w okręgu miejskiego Kiedrowego. W 2010 liczyła 796 mieszkańców.